# Spergularia rubra
Spergularia rubra là loài thực vật có hoa thuộc họ Cẩm chướng. Loài này được (L.) J.Presl & C.Presl miêu tả khoa học đầu tiên năm 1819.